# لويس بروكس باترسون
لويس بروكس باترسون (بالإنجليزية: Lewis Brooks Patterson)‏ هو محامي أمريكي، ولد في 4 يناير 1939 في الولايات المتحدة.